# 長絲無刺鮟鱇
長絲無刺鮟鱇為輻鰭魚綱鮟鱇目棘茄魚亞目鬚角鮟鱇科的其中一種，分布於東太平洋的秘魯外海，屬深海魚類，棲息深度201-1105公尺，雌魚體長可達10.5公分。